# Euphorbia cuspidata
Euphorbia cuspidata är en törelväxtart som beskrevs av Antonio Bertoloni. Euphorbia cuspidata ingår i släktet törlar, och familjen törelväxter. Inga underarter finns listade i Catalogue of Life.